# James Justin
James Michael Justin, född 23 februari 1998, är en engelsk fotbollsspelare som spelar för Leicester City.

## Karriär
Den 28 juni 2019 värvades Justin av Leicester City, där han skrev på ett femårskontrakt. Den 4 december 2019 gjorde Justin sin Premier League-debut i en 2–0-vinst över Watford, där han blev inbytt i den 80:e minuten mot Harvey Barnes. I februari 2022 förlängde Justin sitt kontrakt i klubben fram till 2026.